# Parlamentní volby v Togu v roce 2002
Parlamentní volby v Togu se konaly 27. října 2002. Podobně jako předchozí parlamentní volby konané v roce 1999 byly i tyto volby bojkotovány devíti opozičními stranami, známými jako Koalice demokratických sil. Vítězem voleb se stala vládnoucí Rassemblement du Peuple Togolais, která získala 72 z 81 křesel v Národním shromáždění. Podle oficiálních výsledků byla volební účast 67 %.

## Situace před volbami
Kvůli bojkotu předešlých parlamentních voleb ze strany opozice ovládla v roce 1999 tožský parlament strana Rassemblement du Peuple Togolais (RPT) prezidenta Gnassingbé Eyadémy. Strana ve volbách obsadila 79 z 81 křesel. Poté se mezinárodní organizace stejně jako Evropská unie pokoušely o zprostředkování jednání mezi RPT a opozičními stranami. Z rozhovorů vzešla rámcová dohoda z Lomé o zřízení nezávislé volební komise (CENI) a brzy bylo rozhodnuto i o konání nových voleb. Jejich konání však bylo vládní stranou odloženo. Změny ve volebních zákonech, které znemožňovaly kandidaturu politiků bez trvalého bydliště v Togu, vedly k novým neshodám. Také nahrazení volební komise CENI grémiem složeným ze sedmi soudců se setkalo s mezinárodním protestem.
Omezení, která přinesl nový zákon, a uvěznění vůdce hlavní opoziční strany, Comité d'Action pour le Renouveau, Yawoviho Agboyiby od září 2001 do dubna 2002 vedlo opozici k bránění preferovaného data pro konání parlamentních voleb. Předseda vlády Agbéyomé Kodjo, který byl z funkce odvolán na konci června 2002, ostře kritizoval Eyadémovu vládu. Jeho kritika směřovala proti připravované ústavní novele, která by úřadujícímu prezidentu umožnila setrvat v úřadu i v dalším funkčním období. Organizováním parlamentních voleb byl pověřen jeho nástupce Koffi Sama. Hlavní opoziční strany volby kvůli předchozím událostem bojkotovaly, ve volbách kandidovaly pouze menší opoziční strany.

## Volební výsledky
Volební účast byla nízká. Oficiální data uvádí volební účast 67,43 %, zatímco podle opozičních stran byla pouze 10 %.
Evropská unie podobně jako další mezinárodní organizace stáhly svou nabídku pomoci s volbami a nevyslaly ani své volební pozorovatele. I když 12. listopadu 2002 Ústavní soud Toga výsledky voleb potvrdil, USA a Evropská unie výsledky voleb neuznaly.
| Politická strana                            | Hlasy     | %       | Mandáty | */- |
| ------------------------------------------- | --------- | ------- | ------- | --- |
| Rassemblement du Peuple Togolais            |           |         | 72      | ▼7  |
| Shromáždění na podporu demokracie a rozvoje |           |         | 3       | ▲3  |
| Juvento                                     |           |         | 2       | ▲2  |
| Unie pro demokracii a sociální pokrok       |           |         | 2       | ▲2  |
| Hnutí věřících za rovnost a mír             |           |         | 1       | ▲1  |
| nezávislí                                   |           |         | 1       | ▼1  |
| Celkem                                      |           | 100 %   | 81      |     |
|                                             |           |         |         |     |
| Celkem hlasů                                | 1 915 875 | 100 %   |         |     |
| Registrovaných voličů/volební účast         | 2 841 079 | 67,43 % | .       | .   |

## Nová vláda
Počátkem prosince 2002 jmenoval prezident Eyadéma novou vládu vedenou znovujmenovaným premiérem Koffim Samou. Vládní kabinet byl rozšířen na 21 ministrů. Řada starých ministrů na důležitých ministerstvech byla vyměněna za nové tváře. Dlouholetého ministra zahraničí Koffiho Panoua nahradil tožský diplomat Roland Kpotsra a novým ministrem vnitra se stal Akila Esso Boko.
Harry Olympio z opoziční strany Shromáždění na podporu demokracie a rozvoje získal nevýznamný post ministra pro parlamentní záležitosti, kterého se musel v polovině roku 2003 vzdát.